# Johan Bergman
Johan Bergman (i riksdagen kaldet Bergman i Stockholm) (født 6. februar 1864 i Älvsborgs län, død 18. august 1951 i Stockholm) var en svensk professor i arkæologi og politiker (folkpartist). Han var far til Sten Bergman og Gösta Bergman. 

## Liv og gerning
Johan Bergman, som kom fra en bondefamilie, blev fil.dr. ved Uppsala universitet 1889 på en afhandling i latin. Han studerede desuden arkæologi i Grækenland og Italien 1895-1896. 
I 1891 grundlagde han Djursholms samskola, hvis rektor han var 1891-1892 for at der efter blive skolelærer i Vänersborg 1892-1896, Norrköping 1896-1901 og ved Stockholms högskola 1901-1919 og 1922-29. Årene 1908-1929 var han lærer ved Stockholms søndre latinskoleværk. 

## Professor i Estland
I årene 1919-1923 var han professor i latin og klassisk arkæologi ved universitetet i Dorpat. Han fik professortitel i Sverige 1930.

## Fortaler for afholdsbevægelsen
Bergman var svensk riksdagsmedlem i första kammaren for Värmlands läns valgkreds 1918-1919 samt 1923-1941. I riksdagen tilhørte han Frisinnade landsföreningens riksdagsgruppe Liberala samlingspartiet efter den liberale partisplittelse Frisinnade folkpartiet og fra 1935 det genforenede Folkpartiet. I riksdagen var han blandt andet viceformand i førstekammerets første tilfældige udvalg ved mødet i 1919 samt medlem i bevillingsudvalget 1925-1933. Han var desuden formand for riksdagens nykterhetsgrupp (rigsdagens afholdsgruppe) 1933-1941. Som riksdagsmedlem var han især engageret i alkoholpolitik samt i uddannelsesspørgsmål. 
Johan Bergman var en af sin tids mest fremtrædende personer i afholdsbevægelsen; han var en af stifterne af Sveriges studerande ungdoms helnykterhetsförbund 1888, blev 1911 superintendent for verdenslogen af Godtemplarordenen og var 1907-1937 bestyrelsesformand i det Lausanne baserede internationale bureau mod alkoholisme. Han udgav også et stort antal afholdspolitiske skrifter.

## Forfatter og oversætter
Sammen med Emil Svensén forfattede Johan Bergman også en omfangsrig verdenshistorie på svensk i otte bind; Världshistorien berättad för svenska folket, (1901-1907). Han oversatte også blandt andet Rousseaus Émile og middelalderlig latindigtning.

## Familie
Johan Bergman var søn af landmand Nils Andersson og Sofia Andersson (født Engelbrektsdotter). Han blev gift i 1891 med læreren Kerstin Henriksson, datter till af Henriksson og Kristina Henriksson (født Andersson).

## Forfatterskab
- Carmina latina (1890; 2. uppl. 1898)
- Den svenska nykterhetsrörelsens historia från forna tider till våra dagar (1893; 3. uppl. 1913)
- Dikter (Wettergren & Kerber, 1894)
- På klassisk mark (2 band, 1896 och 1906-1908)
- Dikter. Ny samling (Wahlström & Widstrand, 1899)
- Pompeji: dess förstöring genom vesuviuseruptionen år 79 e. Kr. och dess återuppståndelse i nyare tid (Bohlin, 1900; 3.  uppl. 1925)
- Världshistorien, berättad för svenska folket (tillsammans med Emil Svensén, Bohlin, 1901-1907; 5. uppl. 1922-1924)
- Dikter. Saml. 3, Saga och sång: nya dikter (Wahlström & Widstrand, 1912)
- Svecia Latina: valda prov på svensk medeltidslatinsk och nylatinsk litteratur (1918)
- Prudentius: der grösste christliche Dichter der Altertums (1921)
- Prudentii carmina (textkritisk upplaga utgiven på uppdrag av Vetenskapsakademin i Wien 1926)
- Hågkomster från skiftesrika levnadsöden i Sverige och främmande länder (Norstedt, 1943)

## Oversættelser
- Jean-Jacques Rousseau: Emil eller Om uppfostran (Emile ou de l'éducation) (Göteborg, 1892)
- Prudentius: Fornkristna hymner (Wettergren & Kerber, 1894; 3. opl. 1916) [Belönad med Letterstedtska priset för översättningar 1895]
- Ur medeltidens poesi (1899)
- Ur forntidens sång: ett urval ur antikens diktning, företrädesvis den lyriska, i svensk tolkning (Ljus, 1908)
- Seneca den yngre: Om lifvets korthet: om lifslycka - om själens ro - valda bref (De brevitate vitae) (Björck & Börjesson, 1912)
- Platon: Två dialoger: Sokrates' sista samtal och hans död (Kriton och ur Faidon) (Björck & Börjesson, 1918)
- Johannes Brovallius: Den första biografien öfver Linné: Curriculum vitae Caroli Linnaei (för första gången utgifven på svenska språket af Johan Bergman) (Norstedt, 1920)
- Vergilius: Sagan om Aeneas (Aeneis) (Norstedt, 1921-1923)
- Thomas a Kempis: Om Kristi efterföljelse (De imitatione Christi) (Diakonistyrelsen, 1934)
- Antikens poesi: från äldsta tider till folkvandringstidevarvet (Ljus, 1945)
- Sofokles: De sju bevarade dramatiska verken (Norstedt, 1947-1948)

### Salmer
Johan Bergman virkede også som oversætter af digte, blandt andet af Nicolaus Hermannis Birgittahymn Rosa rorans bonitatem fra latin til svensk under titlen Ros, den himmelsk dagg bestänker. 
Han bearbejdede også den svenske oversættelse af salmen Dies irae 1920.